# 發光擬花鮨
發光擬花鮨，又稱發光擬花鱸，為輻鰭魚綱鱸形目鱸亞目鮨科的其中一種，分布於印度洋的馬爾地夫及泰國斯米蘭島海域，棲息深度10-30公尺，體長可達9公分，生活在礁石區，為底棲性魚類，成群活動，屬肉食性，以浮游生物為食。

## 擴展閱讀
維基物種上的相關：發光擬花鮨